# Monolith Films
Monolith Films — польское производственно-сбытовая компания, основанная в 1998 году. В настоящее время она является официальным польским дистрибьютором фильмов DreamWorks SKG, Lions Gate Entertainment, Summit Entertainment, STX и Ghibli, а в прошлом, среди прочих, 20th Century Fox, Sony Pictures, Metro-Goldwyn-Mayer, Warner Bros. и Buena Vista.
Компания также владеет следующими подразделениями: Monolith Video (распространение DVD/Blu-ray), Cineman (услуга VOD) и Victonex, которые управляют Kino Atlantic в Варшаве, а также ранее Monolith Plus, специализирующаяся на распространении художественного кино. С сентября 2013 года Monolith реализует программу «Kino Klasa», направленную на популяризацию кинокультуры среди самых юных поляков. В рамках проекта организуются кинопоказы для учителей и создаются учебные материалы по избранным фильмам.

## Избранные фильмы
- Сколько весит троянский конь?
- Сердце на ладони
- Колыбельная
- Розочка
- Венера в мехах
- Основано на реальных событиях

Исходя из исходного материала: